# Idioma prasun
Wasi-wari (Vasi-vari, Wasi-weri) es el idioma del pueblo Wasi, hablado en algunas aldeas en el  Valle de Pârun (Valle de Prasun) en Afganistán. También se conoce con el nombre de  'Prasun'  o Paruni.
Vasi-vari pertenece a las  indoeuropeo familia lingüística, y está en el grupo de  Nuristani de las lenguas indo-iranias. Vasi-vari es el más aislado de los idiomas nuristaníes.
Hasta donde se sabe, sus hablantes son 100% musulmanes. Las tasas de alfabetización son bajas: por debajo del 1% para las personas que lo tienen como primer idioma, y entre el 15% y el 25% para las personas que lo tienen como segundo idioma.

## Demografía
Wasi-wari es un idioma hablado por el pueblo Vâs’i que se encuentra en el valle de Pârun, conocido como Vâs’i gul, al comienzo de la cuenca del río Pech en la provincia de Nurestân en el noreste de Afganistán. Los Vâs'i se refieren al lenguaje como Vâs'i-vari o Vâs'i-vare, pero también se lo conoce como Prasuni, Paruni, Parun, Vasi-vari, Prasun, Veron, Verou, Veruni, Wasi-veri, Wasi -weri, Wasin-veri, Vasi Vari y Pārūnī. La población de Vâs’i gul está entre 3000-6000, y hay aproximadamente 8000 hablantes nativos, lo que lo convierte en un idioma vulnerable.

## Dialectos
Wasi-wari se divide en tres dialectos que se hablan en seis aldeas. El dialecto superior, Ṣup'u-vari, se habla en el pueblo más al norte, Ṣup'u. El dialecto central, üšʹüt-üćʹü-zumʹu-vari, se habla en los cuatro pueblos del medio, S’eć, Üć’ü, Üšʹüt y Zum’u. El dialecto inferior, Uṣ'üt-var’e, se habla en Uṣ'üt, el pueblo más bajo.

## Clasificación
Wasi-wari es parte de la rama nuristaní de las lenguas indo-iraníes, que tiene influencias tanto iraníes como indo-arias. Las lenguas nuristaníes se consideraban anteriormente lenguas dardas, sin embargo, son lo suficientemente diferentes de las otras lenguas dadas como para constituir su propia rama del árbol de la lengua indoiraní. Anteriormente también había confusión sobre si Wasi-wari y Prasun eran el mismo idioma o si estaban separados, pero se determinó que ambos nombres se referían al mismo idioma.. Aunque es sustancialmente diferente de las otras lenguas Nuristâni, Wasi-wari forma el grupo norte de lenguas Nuristâni con  Kâmk’ata-Mumkst’a-vari, por lo que comparten algunas similitudes.

## Fonología

### Vocales
Wasi-wari tiene ocho vocales, â, u, o, i, e, ü, ö, y la vocal sin marcar, a, que se pronuncia como una vocal central alta, [ɨ]. Las vocales largas se denotan con:, como [i:].

## Pronombres
1sg. unźū (nominativo), andeš (acusativo), am (genitivo)
1pl. āsẽm (nominativo / acusativo), ās (genitivo)
2sg. ūyu (nominativo), utyōiš (acusativo), ĩ (genitivo)
2pl. miū (nominativo / acusativo), āsen (genitivo)

## NumeralEs
| NÚúmero | palabra en Vâs’i-vari |
| ------- | --------------------- |
| 1       | ipin or attege        |
| 2       | lūe                   |
| 3       | chhī                  |
| 4       | chipū                 |
| 5       | uch                   |
| 6       | ushū                  |
| 7       | sete                  |
| 8       | aste                  |
| 9       | nūh                   |
| 10      | leze                  |
| 11      | zizh                  |
| 12      | wizū                  |
| 13      | chhīza                |
| 14      | chipults              |
| 15      | vishilhts             |
| 16      | ushulhts              |
| 17      | setilts               |
| 18      | astilts               |
| 19      | nalts                 |
| 20      | zū                    |
| 30      | lezaij                |
| 40      | jibeze                |
| 50      | lejjibets             |
| 60      | chichegzū             |
| 70      | chichegzālets         |
| 80      | chipegzū              |
| 90      | chipegzualets         |
| 100     | ochegzū               |